# Natrix
Natrix é um género descrito por Laurenti em 1768, pertencente aos colubrídeos, da subordem Serpentes. Existem entre 65 e 80 espécies dentro do género. São geralmente chamadas de cobras-de-água, embora existam várias outras cobras com a mesma designação comum, cujo género é diferente. É lhes dado este nome, pois dispendem grande parte do seu tempo em meios aquáticos de água doce (lagos, ribeiras, barragens, rios...), embora possam viver em meios aquáticos com teor de salinidade moderadamente elevado. 
Alimentam-se de anfíbios, peixes, alguns invertebrados e ocasionalmente de micro-mamíferos.
Em Portugal ocorrem as espécies Natrix natrix (cobra-de-água-de-colar) e N. maura (cobra-de-água-viperina).

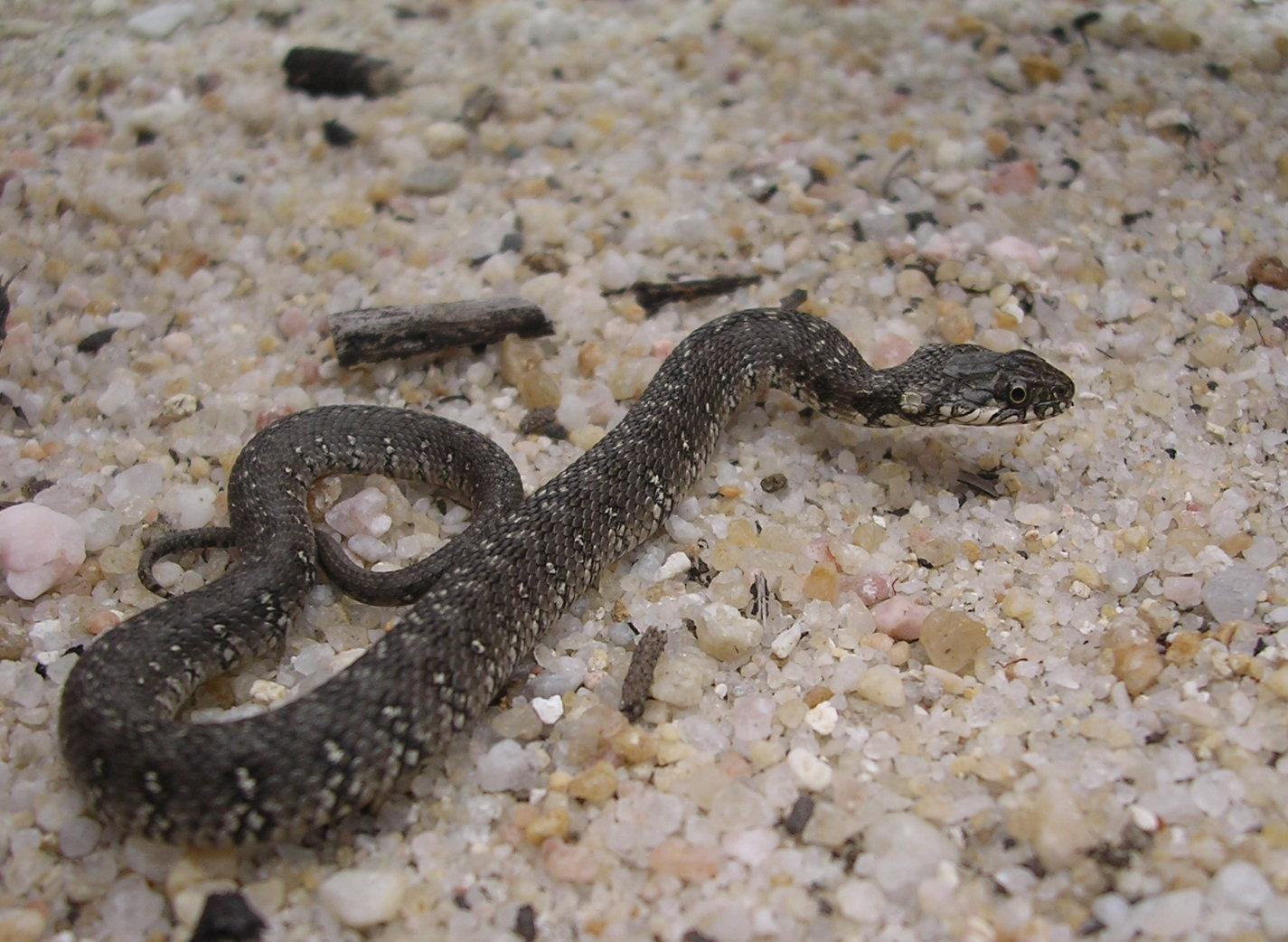
Natrix maura (cobra-de-água-viperina) juvenil, Portugal

Para além destas acima referidas, este género contém, de entre muitas outras, as espécies:
- Natrix megalocephala
- Natrix flavifrons
- Natrix tessellata Laurenti, 1768
- Natrix natrix Linnaeus, 1758
- Natrix maura